# How Far to Asgaard
How Far to Asgaard är det färöiska viking metal/folk metal-bandet Týrs debutalbum. Albumet utgavs januari 2002 av skivbolaget Tutl Records. Napalm Records återutgav albumet med två bonusspår 2008.

## Låtlista
1. "Hail to the Hammer" – 4:34
2. "Excavation" – 6:42
3. "The Rune" – 6:42
4. "Ten Wild Dogs" – 6:51
5. "God of War" – 7:08
6. "Sand in the Wind" – 6:24
7. "Ormurin Langi" – 5:50
8. "How Far to Asgaard" – 29:27

Bonusspår på 2008-utgåvan
1. "Ólavur Riddararós" – 4:36
2. "Stýrisvølurin" – 20:14

- Text: Heri Joensen (spår 1–6, 8), Jens Christian Djurhuus (spår 7), Trad. (spår 9, 10)
- Musik: Pól Arni Holm (spår 1, 8), Gunnar Thomsen (spår 2–4), Jón Joensen (spår 4–6, 10), Trad. (spår 7, 9, 10)
- Spår 8 ("How Far to Asgaard") är egentlig 8:59 långt. Därefter kommer 9 minuter och 50 sekunder med tystnad innan dikten "Nornagest Ríma" börjar.

## Medverkande
Musiker (Týr-medlemmar)
- Pól Arni Holm – sång
- Heri Joensen – gitarr, bakgrundssång
- Gunnar Thomsen – basgitarr, bakgrundssång
- Kári Streymoy – trummor, bakgrundssång

Andra medverkande
- Týr – producent
- Jesper Johansen –  ljudtekniker, ljudmix
- Lasse Glavind – ljudtekniker, ljudmix
- Lenhert Kjeldsen – mastering
- Jens Rud – ljudtekniker, ljudmix, mastering (bonusspår)
- Steen Svare – ljudtekniker, ljudmix, mastering (bonusspår)
- Jan Yrlund – omslagsdesign
- Ditte-Karina Rasmumssen – omslagsdesign, foto
- Peter Nielsen – foto